# Odershausen

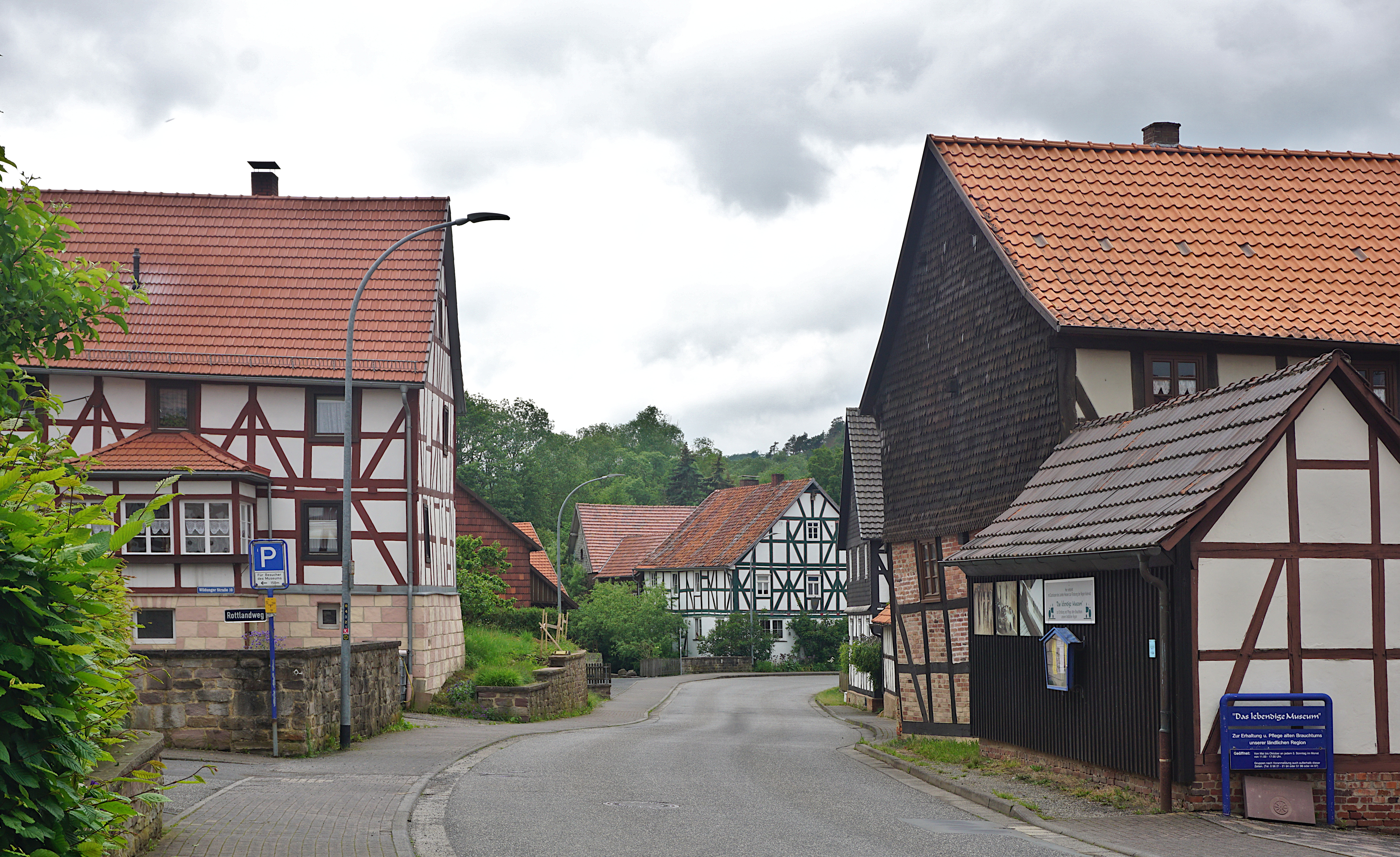
Dorfpartie

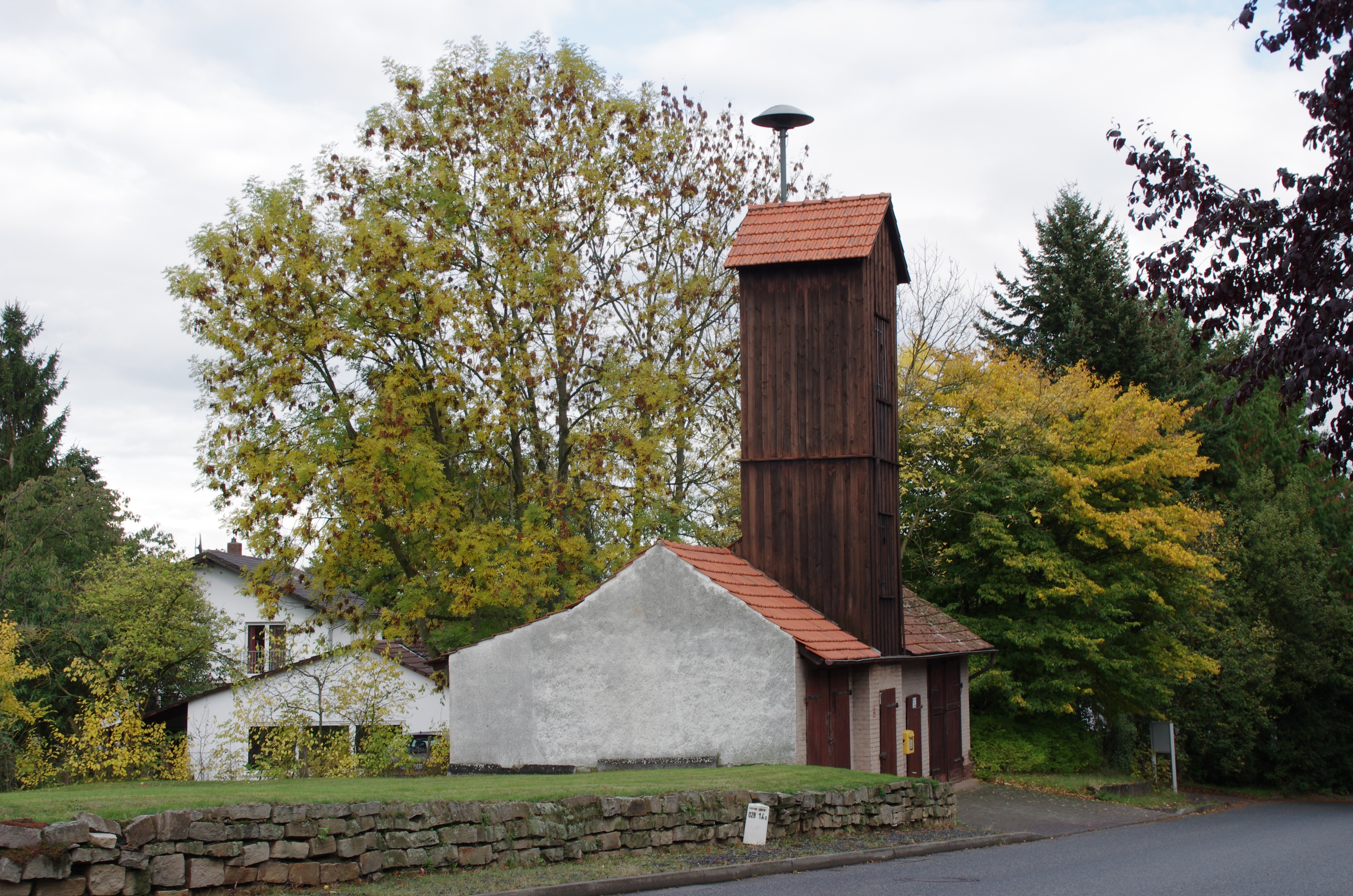
Das ehemalige Feuerwehrhaus

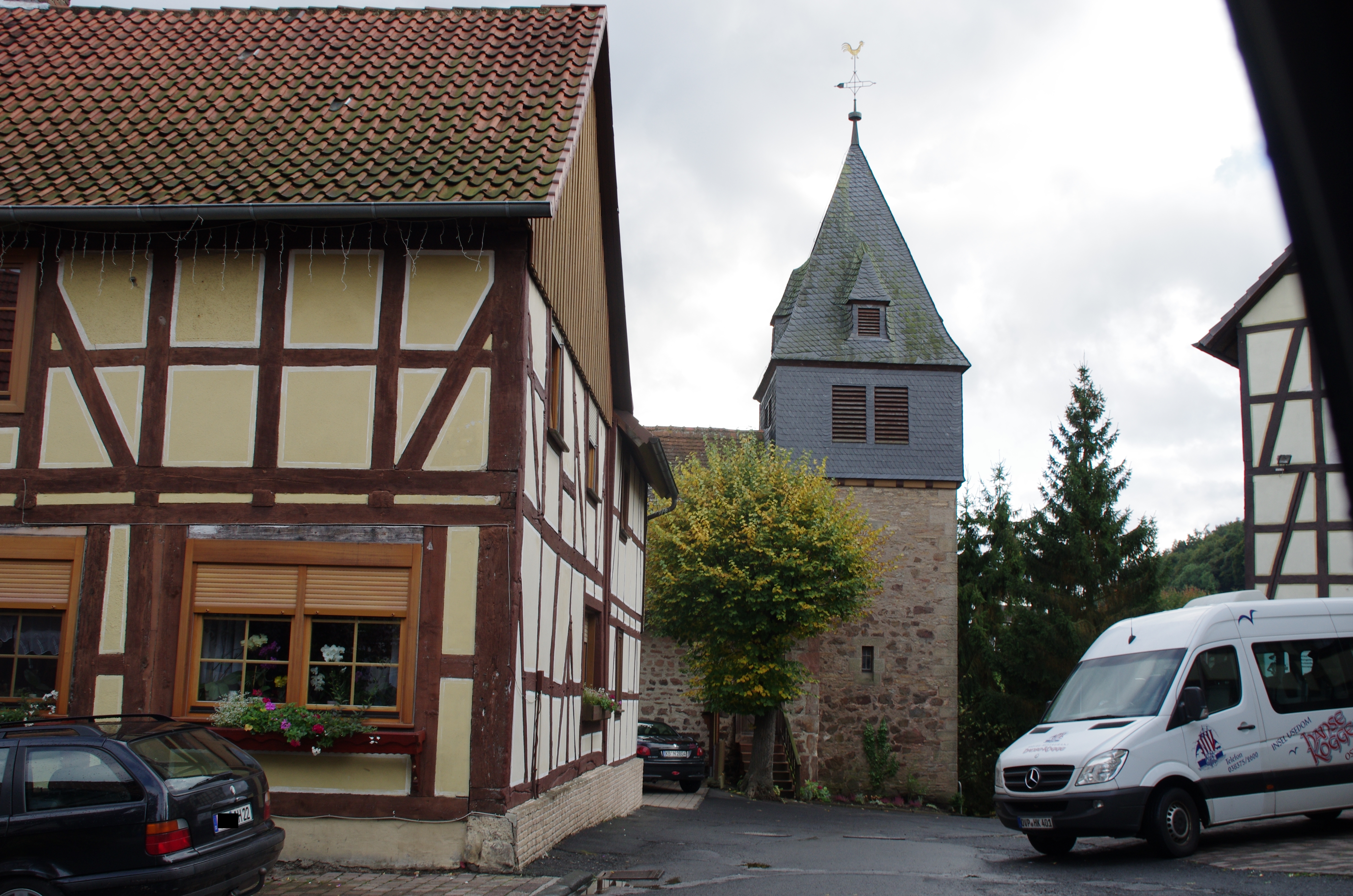
Die Kirche

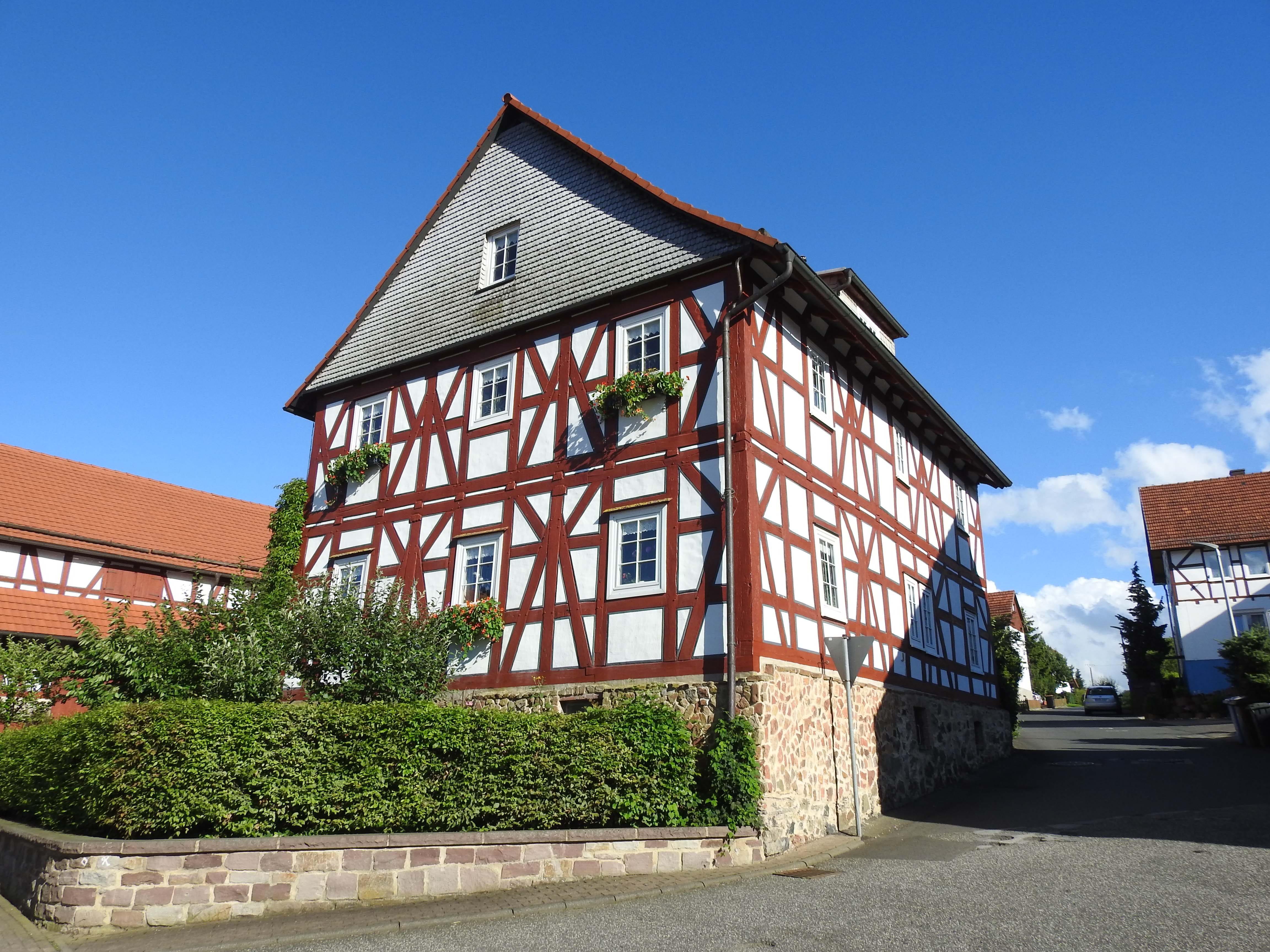
Fachwerkhaus in Odershausen

Odershausen ist ein Stadtteil der Stadt Bad Wildungen im nordhessischen Landkreis Waldeck-Frankenberg und staatlich anerkannter Erholungsort.

## Geographische Lage
Odershausen liegt südlich der Kernstadt Bad Wildungen im östlichen Teil des Naturparks Kellerwald-Edersee in Nordhessen. Durch das von Wald umgebene Dorf verlaufen der Kellerwaldsteig und der Lulluspfad. Am südöstlichen Ortsrand treffen sich die Bundesstraße 253 und die Bundesstraße 485.

## Geschichte

### Ortsgeschichte
Erstmals urkundlich erwähnt wurde das Dorf im Jahre 1309. Damals lautete der Ortsname „Ortishusen“. Hügelgräber lassen auf eine Besiedlung in der späten Bronzezeit schließen.
Im Jahre 1927 gehörte Odershausen zum Amtsgericht Bad Wildungen und zum Finanzamt Korbach. 1933 hatte das Dorf insgesamt 453 Einwohner.
Am 8. Mai 2016 wurde mit einer Ansammlung von 1430 Oldtimer-Traktoren ein neuer Weltrekord aufgestellt.
Hessische Gebietsreform (1970–1977)
Im Zuge der Gebietsreform in Hessen wurde die bis dahin selbständige Gemeinde Odershausen Zum 31. Dezember 1971 auf freiwilliger Basis in die Stadt Bad Wildungen eingemeindet.
Für Odershausen wie für alle im Zuge der Gebietsreform nach Bad Wildungen eingegliederten Gemeinden wurden Ortsbezirke mit Ortsbeirat und Ortsvorsteher nach der Hessischen Gemeindeordnung gebildet.

### Verwaltungsgeschichte im Überblick
Die folgende Liste zeigt die Staaten und Verwaltungseinheiten, denen Odershausen angehört(e):
- vor 1712: Heiliges Römisches Reich, Grafschaft Waldeck, Amt Wildungen
- ab 1712: Heiliges Römisches Reich, Fürstentum Waldeck, Amt Wildungen
- ab 1807: Fürstentum Waldeck, Amt Wildungen
- ab 1815: Fürstentum Waldeck, Oberamt der Eder
- ab 1816: Fürstentum Waldeck, Oberjustizamt der Eder
- ab 1850: Fürstentum Waldeck-Pyrmont (seit 1849), Kreis der Eder[Anm. 1]
- ab 1867: Fürstentum Waldeck-Pyrmont (Akzessionsvertrag mit Preußen), Kreis der Eder
- ab 1871: Deutsches Reich, Fürstentum Waldeck-Pyrmont, Kreis der Eder
- ab 1919: Deutsches Reich, Freistaat Waldeck-Pyrmont, Kreis der Eder
- ab 1929: Deutsches Reich, Freistaat Preußen, Provinz Hessen-Nassau, Regierungsbezirk Kassel, Kreis der Eder
- ab 1942: Deutsches Reich, Freistaat Preußen, Provinz Hessen-Nassau, Regierungsbezirk Kassel, Landkreis Waldeck
- ab 1944: Deutsches Reich, Freistaat Preußen, Provinz Kurhessen, Regierungsbezirk Kassel, Landkreis Waldeck
- ab 1945: Amerikanische Besatzungszone, Groß-Hessen, Regierungsbezirk Kassel, Landkreis Waldeck
- ab 1946: Amerikanische Besatzungszone, Hessen, Regierungsbezirk Kassel, Landkreis Waldeck
- ab 1949: Bundesrepublik Deutschland, Hessen, Regierungsbezirk Kassel, Landkreis Waldeck
- ab 1971: Bundesrepublik Deutschland, Hessen, Regierungsbezirk Kassel, Landkreis Waldeck, Stadt Bad Wildungen[Anm. 2]
- ab 1974: Bundesrepublik Deutschland, Hessen, Regierungsbezirk Kassel, Landkreis Waldeck-Frankenberg, Stadt Bad Wildungen

### Bevölkerung
Einwohnerstruktur 2011
Nach den Erhebungen des Zensus 2011 lebten am Stichtag dem 9. Mai 2011 in Odershausen 1197 Einwohner. Darunter waren 21 (1,7 %) Ausländer.
Nach dem Lebensalter waren 219 Einwohner unter 18 Jahren, 525 waren zwischen 18 und 49, 252 zwischen 50 und 64 und 201 Einwohner waren älter.
Die Einwohner lebten in 534 Haushalten. Davon waren 198 Singlehaushalte, 132 Paare ohne Kinder und 165 Paare mit Kindern, sowie 39 Alleinerziehende und 9 Wohngemeinschaften. In 102 Haushalten lebten ausschließlich Senioren und in 390 Haushaltungen leben keine Senioren.
Einwohnerentwicklung
| Quelle: Historisches Ortslexikon |                          |
| • 1620:                          | 33 Häuser                |
| • 1650:                          | 12 Häuser                |
| • 1738:                          | 23 Häuser                |
| • 1770:                          | 28 Häuser, 192 Einwohner |

| Odershausen: Einwohnerzahlen von 1770 bis 2020 | Odershausen: Einwohnerzahlen von 1770 bis 2020 | Odershausen: Einwohnerzahlen von 1770 bis 2020 | Odershausen: Einwohnerzahlen von 1770 bis 2020 | Odershausen: Einwohnerzahlen von 1770 bis 2020 |
| --- | ---------------------------------------------- | ---------------------------------------------- | ---------------------------------------------- | ---------------------------------------------- |
| Jahr |                                                |                                                |                                                | Einwohner                                      |
| 1770 | 1770                                           |                                                | 192                                            | 192                                            |
| 1800 | 1800                                           |                                                | ?                                              | ?                                              |
| 1834 | 1834                                           |                                                | 272                                            | 272                                            |
| 1840 | 1840                                           |                                                | 274                                            | 274                                            |
| 1846 | 1846                                           |                                                | 293                                            | 293                                            |
| 1852 | 1852                                           |                                                | 303                                            | 303                                            |
| 1858 | 1858                                           |                                                | 286                                            | 286                                            |
| 1864 | 1864                                           |                                                | 291                                            | 291                                            |
| 1871 | 1871                                           |                                                | 276                                            | 276                                            |
| 1875 | 1875                                           |                                                | 289                                            | 289                                            |
| 1885 | 1885                                           |                                                | 294                                            | 294                                            |
| 1895 | 1895                                           |                                                | 319                                            | 319                                            |
| 1905 | 1905                                           |                                                | 349                                            | 349                                            |
| 1910 | 1910                                           |                                                | 349                                            | 349                                            |
| 1925 | 1925                                           |                                                | 409                                            | 409                                            |
| 1939 | 1939                                           |                                                | 471                                            | 471                                            |
| 1946 | 1946                                           |                                                | 690                                            | 690                                            |
| 1950 | 1950                                           |                                                | 694                                            | 694                                            |
| 1956 | 1956                                           |                                                | 584                                            | 584                                            |
| 1961 | 1961                                           |                                                | 609                                            | 609                                            |
| 1967 | 1967                                           |                                                | 729                                            | 729                                            |
| 1980 | 1980                                           |                                                | ?                                              | ?                                              |
| 1990 | 1990                                           |                                                | ?                                              | ?                                              |
| 2000 | 2000                                           |                                                | ?                                              | ?                                              |
| 2011 | 2011                                           |                                                | 1.197                                          | 1.197                                          |
| 2015 | 2015                                           |                                                | 1.289                                          | 1.289                                          |
| 2020 | 2020                                           |                                                | 1.331                                          | 1.331                                          |
| Datenquelle: Historisches Gemeindeverzeichnis für Hessen: Die Bevölkerung der Gemeinden 1834 bis 1967. Wiesbaden: Hessisches Statistisches Landesamt, 1968. Weitere Quellen: bis 1967; Stadt Bad Wildungen; Zensus 2011 |                                                |                                                |                                                |                                                |

 Historische Religionszugehörigkeit
| • 1885: | 319 evangelische (= 100 %) Einwohner                              |
| • 1961: | 555 evangelische (= 91,13 %), 43 katholische (= 7,06 %) Einwohner |

## Sehenswürdigkeiten und Kultur

### Jägersburg
In der Nähe des Ortes befand sich einst die Jägersburg, ein 1718 von Fürst Friedrich Anton Ulrich von Waldeck-Pyrmont erbautes und 1862 wieder abgebrochenes kleines Jagdschloss. Heute ist der ehemalige Schlossgarten als flächenhaftes Naturdenkmal Jägersburg ausgewiesen; der Bereich dient als Vogelschutzgehölz.

### Lebendiges Museum

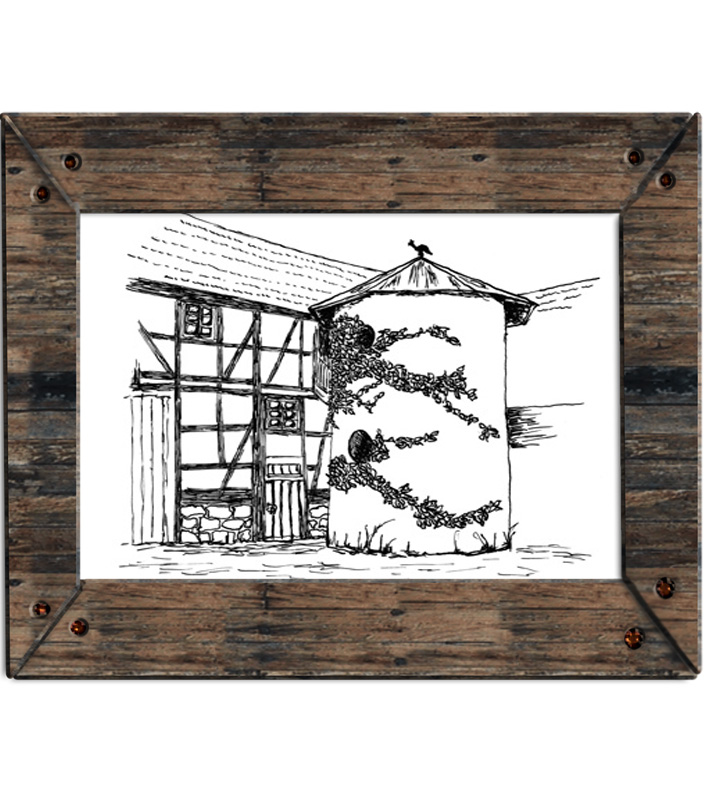
Zeichnung des Silos auf dem Museumshof

Das Lebendige Museum wurde von 1991 bis 1997 mitten im Dorf in zwei großen, nebeneinander liegenden Scheunen zweier Bauernhöfe eingerichtet. Eine von ihnen gehört zu den ältesten Gebäuden des Ortes, errichtet in 1741, und war jahrelang Teil des Bauernhofes von Familie Meyer. Die andere Scheune, die bereits 1758 in alten Aufzeichnungen erwähnt wird, war Teil des Hofes von Familie Debes und über 200 Jahre in deren Besitz.
In diesen über 250 Jahre alten Scheunen mitten im Dorf sollen traditionelle, landwirtschaftliche Arbeitsweisen und alte Handwerksberufe aus früherer Zeit vorgestellt, gepflegt und damit vor dem Vergessen bewahrt werden.

## Infrastruktur
In Odershausen gibt es eine Grundschule, einen Kindergarten, eine Wassertretanlage, eine Grillhütte und eine Freiwillige Feuerwehr.